# Mudança de voz
A mudança de voz, ou mutação, é a fase da puberdade que ocorre na adolescência e na qual a voz muda e se aperfeiçoa notavelmente. Durante a fase de mudança de voz, a laringe e o músculo vocal crescem e se alargam, tendo como resultado que a voz se torna mais grave.
A mutação ocorre nas meninas entre os 10 e os 15 anos de idade, e nos meninos entre os 11 e os 16 anos de idade. A diferença entre a voz de um menino e de um homem adulto é geralmente uma oitava e a diferença entre a voz de uma menina e de uma mulher adulta, é de aproximadamente uma terça.

## Literatura
- Günther Habermann: Stimme und Sprache. 2. Auflage. Thieme, Stuttgart 1986, ISBN 3-13-556002-3
- Rudolf Schilling: Über Stimmwechselgeschichten. En: Folia Phoniatrica Vol. I, Fasc. 2 1948, New York, Basel: Separatum, pp. 70-96.